# Eatoniellidae
Eatoniellidae Ponder, 1965 è una famiglia di gasteropodi marini appartenenti alla superfamiglia Cingulopsoidea.

## Tassonomia
La famiglia comprende i seguenti quattro generi:
- Crassitoniella Ponder, 1965
- Eatoniella Dall, 1876
- Liratoniella Ponder, 1965
- Pupatonia Ponder, 1965

Altre tre, Dardania, Dardanula e Pellax sono poi state accettati come sinonimi di Eatoniella.